# Пиломатрикома
Пиломатрикома, также известная как кальцифицирующаяся эпителиома Малерба, Малерба обызвествленная эпителиома или Пиломатриксома — это доброкачественная кожная опухоль, развивающаяся из матрикса волоса. Данные новообразования встречаются относительно редко и, как правило, локализуются на лице, волосистой части головы, а также верхних конечностях. Клинически пиломатриксомы представляют собой подкожные узлы или кисты, с неизмененным верхним эпидермисом, которые могут варьироваться в размере от 0,5-3,0 см, с наибольшим зафиксированным размером — 24 см.

## Гистологические особенности
Пиломатриксомы состоят из безъядерных клеток плоского эпителия (так называемых «клеток-теней»), доброкачественных клеток плоского эпителия, а также гигантских клеток инородных тел. Для этих новообразований характерно также наличие переходных клеток. Оболочка кисты состоит из базолоидных клеток с неразличимыми границами и базофильными ядрами, которые созревают в безъядерные эозинофильные клетки плоского эпителия. В опухоли часто обнаруживаются обызвествления и гигантские клетки инородных тел.

## Патогенез
Образование пиломатриксомы связано с высоким уровнем бета-катенина, вызванным либо мутацией гена APC, либо стабилизирующей мутацией гена бета-катенина, CTNNB1. Высокий уровень бета-катенина увеличивает пролиферацию клеток, ингибирует гибель клеток, и в конечном итоге приводит к неопластическому росту.

## Связь с другими заболеваниями
Пиломатриксомы обнаруживаются при ряде генетических нарушений, включая синдром Тернера, миотоническую дистрофию, синдром Рубинштейна-Тайби, Трисомию 9 и синдром Гарднера.
Было установлено, что частота образования пиломатриксом при синдроме Тернера — 2,6 %.  Гибридные кисты, состоящие из эпидермальных кист включения и очагов пиломатриксома-подобных изменений, часто наблюдаются при синдроме Гарднера. Эта связь может рассматриваться как прогностический фактор, так как обнаружение кожных образований у детей, страдающих синдромом Гарднера, обычно предшествует полипозу толстого кишечника.